# Leichtathletik-Länderkampf der Frauen 1967 Ungarn – BR Deutschland
| 4. Leichtathletik-Länderkampf mit bundesdeutscher Beteiligung 1967 | 4. Leichtathletik-Länderkampf mit bundesdeutscher Beteiligung 1967 |
| ------------------------------------------------------------------ | ------------------------------------------------------------------ |
|                                                                    |                                                                    |
| Ländervergleich der Frauen: Ungarn – BR Deutschland                |                                                                    |
| Austragungsort                                                     | Szombathely                                                        |
| Wettbewerbe                                                        | 11                                                                 |
| Datum                                                              | 23. Juli                                                           |
| 1. FRG 2. HUN                                                      | 72 Punkte 45 Punkte                                                |
| Chronik                                                            |                                                                    |
| ← FRG-SWE Geher (M)                                                | FRG-CSK (F) →                                                      |

Im vierten Vergleich des Länderkampfjahres 1967 stand der erste Länderkampf der Frauen in dieser Saison an. In einer Begegnung mit dem allgemeinen leichtathletischen Programm traf das bundesdeutsche Frauenteam zum zweiten Mal auf Ungarn. Das erste Aufeinandertreffen im vergangenen Jahr in Bad Kreuznach hatte die Bundesrepublik Deutschland gewonnen.

## Wettbewerbe und Modus
Auf dem Programm standen die bei Länderkämpfen üblichen elf Disziplinen, die identisch waren mit den damals bei Olympischen Spielen angebotenen Frauenwettbewerben. Die Wertung erfolgte durchgängig nach dem Standardsystem.

## Ergebnis
In den Sprüngen konnten die ungarischen Leichtathletinnen mithalten. Sie gewannen den Hochsprung, die bundesdeutschen Vertreterinnen den Weitsprung. In allen anderen Bereichen waren die bundesdeutschen Sportlerinnen überlegen. In der Kategorie Wurf/Stoß gingen zwei Wettbewerbe an die Bundesrepublik Deutschland, einer an Ungarn. Alle Laufwettbewerbe einschließlich der Staffel entschied die Bundesrepublik für sich. Damit gewann die Bundesrepublik Deutschland diese Begegnung in der Endabrechnung mit 72 zu 45 Punkten.

## Resultate

### 100 m
| Platz | Athletin         | Land | Zeit (s) |
| ----- | ---------------- | ---- | -------- |
| 1     | Karin Frisch     | FRG  | 11,6     |
| 2     | Margit Nemesházi | HUN  | 11,7     |
| 3     | Erika Rost       | FRG  | 11,8     |
| 4     | Annamária Tóth   | HUN  | 11,9     |

### 200 m
| Platz | Athletin          | Land | Zeit (s) |
| ----- | ----------------- | ---- | -------- |
| 1     | Erika Rost        | FRG  | 24,4     |
| 2     | Györgyi Balogh    | HUN  | 24,7     |
| 3     | Marlies Fünfstück | FRG  | 24,9     |
| 4     | Eva Lazar         | HUN  | 25,3     |

### 400 m
| Platz | Athletin        | Land | Zeit (s) |
| ----- | --------------- | ---- | -------- |
| 1     | Karin Kessler   | FRG  | 54.8     |
| 2     | Zsuzsa Szabó    | HUN  | 55,2     |
| 3     | Gisela Köpke    | FRG  | 56,1     |
| 4     | Sára Szenteleki | HUN  | 56,4     |

### 800 m
| Platz | Athletin                | Land | Zeit (min) |
| ----- | ----------------------- | ---- | ---------- |
| 1     | Antje Gleichfeld        | FRG  | 2:07,7     |
| 2     | Anita Rottmüller-Wörner | FRG  | 2:08,2     |
| 3     | Olga Kazi               | HUN  | 2:09,2     |
| 4     | Katalin Nagy            | HUN  | 2:12,5     |

### 80 m Hürden
| Platz | Athletin       | Land | Zeit (s) |
| ----- | -------------- | ---- | -------- |
| 1     | Inge Schell    | FRG  | 10,9     |
| 2     | Gudrun Gülck   | FRG  | 11,2     |
| 3     | Mária Pethö    | HUN  | 11,3     |
| 4     | Györgyi Balogh | HUN  | 11,5     |

### 4 × 100 m Staffel
| Platz | Besetzung      | Land                                                         | Zeit (s) |
| ----- | -------------- | ------------------------------------------------------------ | -------- |
| 1     | BR Deutschland | Erika Rost Karin Frisch Gerlinde Beyrichen Marlies Fünfstück | 45,7     |
| 2     | Ungarn         | Etelka Kispál Margit Nemesházi Györgyi Balogh Annamária Tóth | 45,9     |

### Hochsprung
| Platz | Athletin     | Land | Höhe (m) |
| ----- | ------------ | ---- | -------- |
| 1     | Anna Noszály | HUN  | 1,61     |
| 2     | Erika Müller | FRG  | 1,61     |
| 3     | Ilia Hans    | FRG  | 1,61     |
| 4     | Teréz Zink   | HUN  | 1,58     |

### Weitsprung
| Platz | Athletin        | Land | Weite (m) |
| ----- | --------------- | ---- | --------- |
| 1     | Heide Rosendahl | FRG  | 6,24      |
| 2     | Etelka Kispál   | HUN  | 6,13      |
| 3     | Ursula Künzel   | FRG  | 5,94      |
| 4     | Agota Gulyás    | HUN  | 5,59      |

### Kugelstoßen
| Platz | Athletin         | Land | Weite (m) |
| ----- | ---------------- | ---- | --------- |
| 1     | Marlene Fuchs    | FRG  | 16,19     |
| 2     | Judit Bognár     | HUN  | 16,17     |
| 3     | Gerlinde Schaupp | FRG  | 15,39     |
| 4     | Jolán Kleiber    | HUN  | 14,60     |

### Diskuswurf
| Platz | Athletin           | Land | Weite (m) |
| ----- | ------------------ | ---- | --------- |
| 1     | Judit Stugner      | HUN  | 55,64     |
| 2     | Jolán Kleiber      | HUN  | 52,86     |
| 3     | Marlene Fuchs      | FRG  | 51,54     |
| 4     | Brigitte Berendonk | FRG  | 50,24     |

### Speerwurf
| Platz | Athletin           | Land | Weite (m) |
| ----- | ------------------ | ---- | --------- |
| 1     | Ameli Koloska      | FRG  | 55,48     |
| 2     | Anneliese Gerhards | FRG  | 49,68     |
| 3     | Ágnes Radnai       | HUN  | 47,84     |
| 4     | Irén Krajcsovits   | HUN  | 44,04     |